# Петър Вранчев
Петър Атанасов Вранчев е офицер – генерал-лейтенант, участник в комунистическото движение преди и след 1944 година.

## Биография
Петър Вранчев е роден в Батак, Пещерско, на 12 юни 1901 година. Член на БКП от 1923.
Член е на Главния щаб на т. нар. Народоосвободителна въстаническа армия (НОВА). По това време той няма никакъв военен опит, тъй като се откупва, за да не служи в армията, а след началото на войната е мобилизиран като счетоводител. Активно участва в преврата на 9 септември 1944 г. – в завземането на Военното министерство и в установяване правителството на Отечествения фронт. На 10 септември 1944 година със заповед на министъра на войната получава военен чин полковник. С министерска заповед от 15 декември 1944 година е повишен във военен чин генерал-майор.
В началото на декември 1944 година, след неуспешния опит на военния министър Дамян Велчев да защити военните от закона за Народния съд, комунистите установяват контрол над ключови постове в армията и Вранчев е назначен за началник на Разузнавателния отдел при Щаба на Войската – РО-ЩВ (военното разузнаване). Той е последния началник на военното разузнаване на Царство България и първия началник на военното разузнаване на Народна република България. Вранчев е и първия началник на военното разузнаване който има генералски военен чин когато заема тази длъжност. На този пост ръководи мъченията при следствия срещу висши офицери, като Иван Попов.
Въпреки че е дългогодишен активист на БКП Вранчев става обект на критики и подозрения страна на ръководители на Държавна сигурност. В началото на 1947 година те успяват да прехвърлят към Държавна сигурност военното контраразузнаване, а в края на годината той е критикуван за работата си начело на Разузнавателния отдел, определяна като граничеща с „вредителство“ при „прочистването“ на „враговете“. Държавна сигурност започва пряко да вербува офицери от Разузнавателния отдел, който в крайна сметка е закрит.
През август 1948 година, при чистките след разрива с Югославия, е отстранен от длъжност и разследван от Държавна сигурност за „недопустима притъпена бдителност“. Подложен на мъчения, губи разсъдъка си. През 1951 година е освободен, от 1954 година до смъртта си е началник на „Военно издателство“ София и членството му в БКП е възстановено.
Автор на мемоарната книга „Спомени“, Държавно военно издателство, С., 1968
Награден с орден „Червено знаме“ (СССР, 1945).